# Mezei mari Wikipédia
A mezei mari Wikipédia a Wikipédia projekt mari nyelvű, azon belül a mezei mari nyelvű változata, szabadon szerkeszthető internetes enciklopédia. A wiki-inkubátorban 2006 végén hozták létre; hivatalosan 2009. július 9-én indult.
Nyelvészeti és más jellegű nézeteltérések miatt 2011 első félévében konfliktus robbant ki a közreműködők között, több régi szerkesztő felfüggesztette a tevékenységét. A helyzet megoldására a korábbi adminisztrátorok helyett az Alapítvány új adminisztrátorokat bízott meg, ideiglenes jelleggel.
2012. február 1-jén 2800 szócikket tartalmazott, ezzel a 164. helyen állt a wikipédiák szócikkszám szerinti rangsorában.

## Mérföldkövek
- 2009. július 9. - elindul az oldal
- Jelenlegi szócikkek száma: 11 331